# 엔초 체루시코

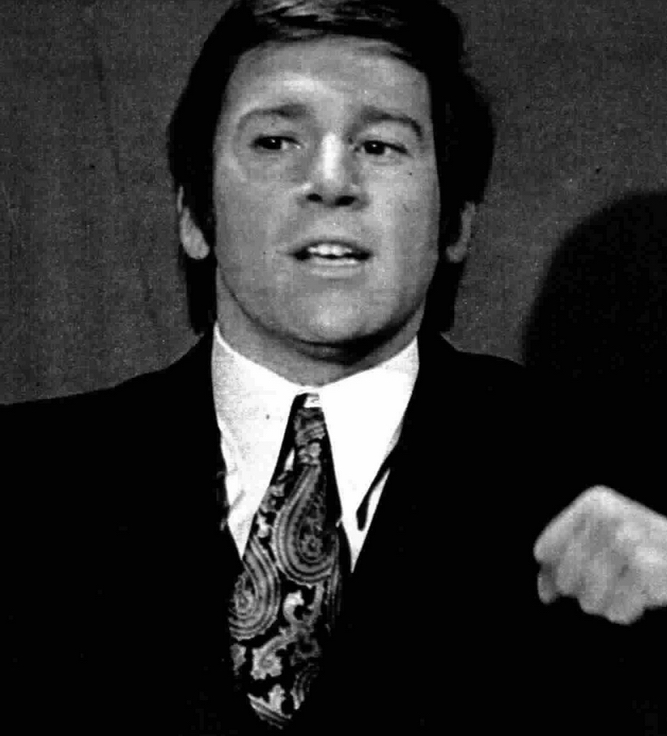

엔초 체루시코(이탈리아어: Enzo Cerusico, 1937년 10월 22일 ~ 1991년 11월 26일)는 이탈리아의 배우이다.
로마에서 태어났으며 로마에서 사망하였다. 사인은 암이다.

## 영화
- 7인의 미녀 (1979년)
- 아랑 드롱의 조로 (1975년)
- 더 파이브 데이즈 (1973년)
- 일하고 싶어도 무엇을 하면 좋을까 (1972년)
- 미, 미, 미... 앤 디 아더스 (1966년)
- 피와 검은 레이스 (1964년)
- 카르투슈 (1962년)
- 붉은 셔츠 (1952년)